# José Cassandra

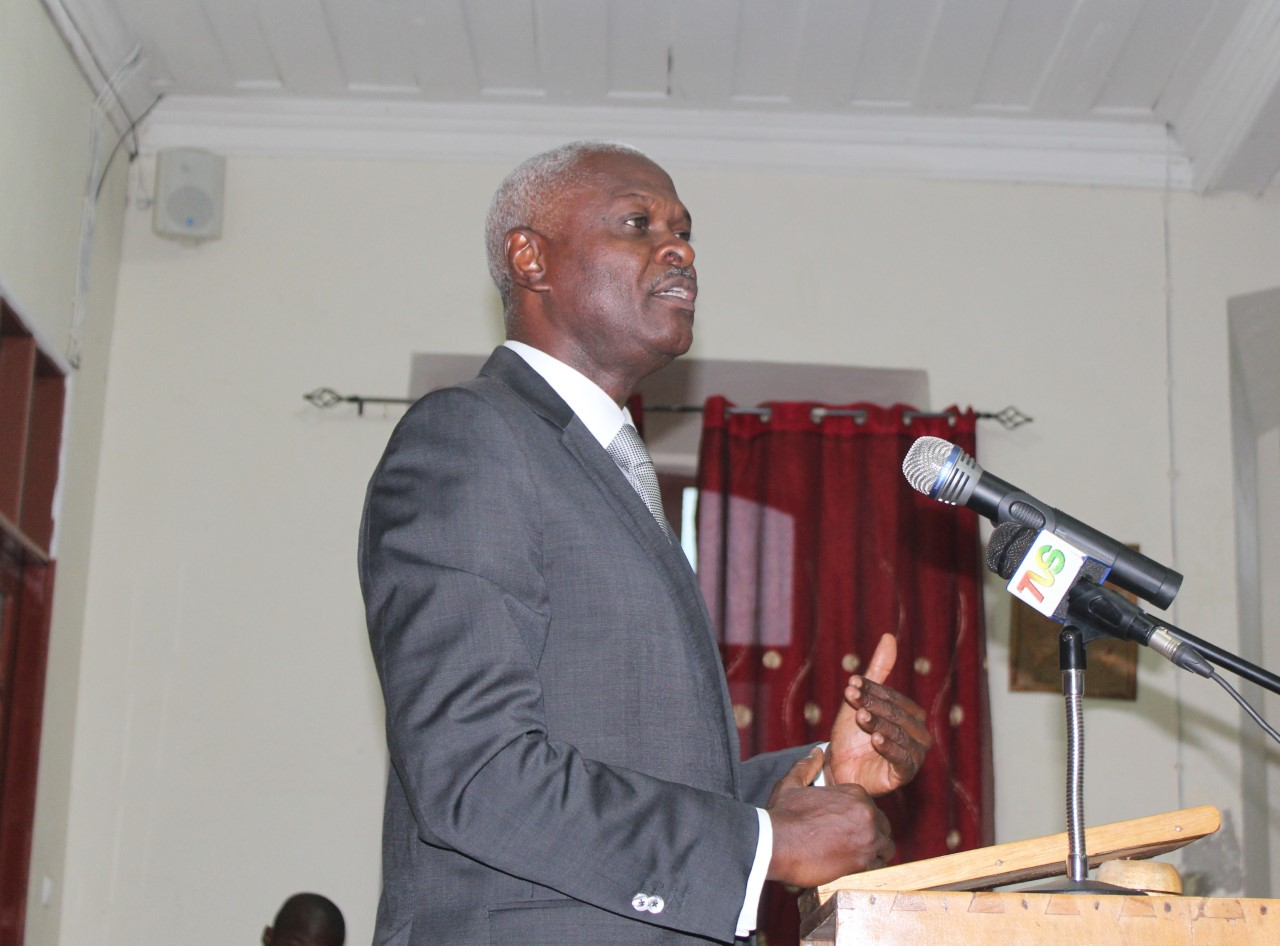
José Cassandra

José Cardoso dos Ramos Cassandra (1964) is een Santomees politicus.
Cassandra werd op 5 oktober 2006 president van de autonome provincie Principe (República Autónoma de Príncipe) namens de Unie voor de Verandering en Vooruitgang van Principe (União para a Mudança e Progresso do Príncipe). In oktober 2018 werd hij voor de vierde keer gekozen voor een nieuwe vierjaarstermijn. Van de 5168 geregistreerde kiezers kreeg hij 2670 stemmen.
In 2020 werd hij opgevolgd door Filipe Nascimento.
Damião Vaz d'Almeida (1995–2002) · Zeferino dos Prazeres (2002–2006) · João Paulo Cassandra (2006) · José Cassandra (2006–2020) · Filipe Nascimento (2020–)